# Věznice Břeclav
Věznice Břeclav je věznice v Břeclavi na jižní Moravě. Jako samostatný vězeňský objekt působí od 1. ledna 1997 a trvale se do ní umisťují pouze muži. Do roku 2005 byla věznicí vazební, výkon vazby zajišťovala pro Břeclavsko, Hodonínsko, Uherskohradišťsko a Zlínsko. Oddělení pro výkon trestu odnětí svobody sloužilo pro odsouzené zařazené v dozoru. K 1. lednu 2006 se v rámci reprofilace z vazební věznice stala věznice pro odsouzené muže zařazené do výkonu trestu odnětí svobody s dohledem a s ostrahou. Jedno oddělení pro výkon trestu odnětí svobody je určeno pro odsouzené, které soud zařadí do věznice s dohledem, druhé oddělení je pak určeno pro odsouzené, kteří jsou zařazeni do věznice s ostrahou. Součástí obou jsou specializovaná oddělení pro trvale pracovně nezařaditelné odsouzené.
Celková kapacita věznice je 176 míst, z toho zůstalo 24 míst pro oddělení výkonu vazby, která se zabezpečuje pouze pro Břeclavsko. Vazba se vykonává tzv. pevnou formou. To znamená, že cely obvinění opouštějí jen v případě úkonů souvisejících s jejich trestním řízením, návštěvou lékaře, vycházkami, návštěvou v návštěvní místnosti a v souvislosti s plněním programu zacházení. Mají povoleno používat vlastní televizní a rádiové přijímače. Jednou týdně mohou nakupovat prostřednictvím vězeňské prodejny. V rámci speciálněvýchovných aktivit se mohou účastnit muzikoterapie, pracovní terapie a kroužku výtvarných technik. Vězni jsou zaměstnáni u podnikatelů v Břeclavi a okolí. Část z nich pracuje v režii věznice jako kuchaři, údržbáři, obsluha kotelny, uklízeči a skladníci. V programech zacházení, které představují soubor pracovních, vzdělávacích, terapeutických a volnočasových aktivit, mají odsouzení možnost trávit smysluplně a aktivně svůj volný čas v některém ze zájmových kroužků. Vzdělávání vězňů organizuje speciální pedagog. Někteří odsouzení se věnují studiu cizích jazyků. Největší zájem je o kondiční posilování a počítačový kroužek.

## Ředitelé
- PhDr. Luděk Kula (1993–1997)
- Mgr. Ivo Kadlec (1997–2008)
- Mgr. Bc. Miroslav Vodák (2009–2016)
- Mgr. Vladan Havránek (2016–dosud)